# Uematsu Yo
Yo Uematsu (sinh ngày 12 tháng 9 năm 1991) là một cầu thủ bóng đá người Nhật Bản.

## Sự nghiệp câu lạc bộ
Yo Uematsu đã từng chơi cho Gainare Tottori.